# Caught with the Goods (film, 1911, Sennett)
Pour les articles homonymes, voir Caught with the Goods.
Caught with the Goods est un film américain réalisé par Mack Sennett, sorti en 1911.

## Fiche technique
- Titre original : Caught with the Goods
- Réalisation : Mack Sennett
- Société de production : American Mutoscope and Biograph Company
- Pays de production :  États-Unis
- Langue originale : anglais américain
- Format : noir et blanc - film muet
- Dates de sortie :
  - USA : 25 décembre 1911

## Distribution
- Mack Sennett
- Fred Mace
- Edward Dillon